# Лови волну!
«Лови волну!» (англ. Surf’s Up, 2007) — американский полнометражный анимационный фильм киностудии Sony Pictures Animation. Мировая премьера состоялась 7 июня 2007 года в Уэствуде (Калифорния, США). Фильм был номинирован на премию «Оскар» в категории «Лучший полнометражный анимационный фильм» в 2008 году.

## Сюжет
В фильме рассказывается о хохлатом пингвине по имени Коди Мэверик, который жил в маленьком городишке Колотуне, что в Антарктике. Коди вырос без отца (последний был проглочен косаткой), все его родственники занимались заготовкой рыбы. Коди была уготована та же участь, если бы не Большой Зи — известный сёрфингист, посетивший Антарктику с промотуром. Встреча с Большим Зи так потрясла Коди, что он увлёкся сёрфингом и всё свободное время посвящал ему.
И вот однажды городок Коди посетил Майк Абромо́вич — рекрутёр известного спортивного продюсера, выдры Реджи Белафонте, который набирал молодых, способных сёрфингистов для участия в Мемориальном Турнире имени Большого Зи на тропическом острове Пин-Гу. Во время путешествия к месту проведения соревнований Коди познакомился и подружился с приколистом Цыпой Джо — петухом-чудаком. Джо, как и Коди, подвергался насмешкам от соотечественников в своём родном краю — в Утином Озере. Несмотря на проблемы, этот симпатичный чудак счастлив всюду, где есть друзья и доски для сёрфинга.
На острове Коди знакомится с прекрасной, но крутой девицей Лэни Аликаи, работающей спасателем. Главный претендент на почётный трофей состязания — девятикратный чемпион Танк «Волнорез» Эванс. Нечистый на руку спортсмен рассчитывает победить в десятый, юбилейный, раз. Между Коди и Танком происходит ссора, после которой Коди вызывает обидчика на сёрф-дуэль. Болельщики в восторге от конфликта и болеют за новичка. Спортивный продюсер — выдра Реджи — хочет нажиться на славе Коди, но тщетно — самоучка позорно проигрывает девятикратному чемпиону и получает травму.
Новая подружка Коди — Лэни знакомит его со своим дядей — стареющим ветераном сёрфинга по имени Зик Топанга (Zeke Topanga), который практически спасает жизнь Коди, излечивая его травму. Зик живёт в глубине острова в полном одиночестве. Появление Коди совершенно не входило в планы отшельника-Зика, и он всеми силами пытается избавиться от незваного гостя. Однако в процессе общения выясняется, что между этими двумя пингвинами есть много общего. Кроме того, Коди неожиданно узнаёт, что Зик и есть легендарный Большой Зи (имитировавший свою гибель, чтобы не возвращаться с проигрышем, который устроил Танк, сделав самый сложный прием), его кумир. Зи пытается убедить Коди, что в сёрфинге победа — не главное. Главное — получать удовольствие от того, что делаешь. Тяжёлые, но увлекательные тренировки не проходят зря, и Коди постепенно постигает новую философию, обретая навыки профессионала.
Почувствовав в себе силы, Коди вновь решается бросить вызов волнам и Танку. Зи пытается остановить амбициозного новичка, но тщетно — они ссорятся, и Коди отправляется на соревнования. На соревнованиях Коди проходит в финал вместе с Танком и Цыпой Джо и в момент, когда перед ним встаёт выбор между спасением друга и победой, он жертвует желанной славой. Но жизнь Коди в опасности — Танк Эванс несёт его на скалы, но Танк сам врезается в большой камень, позже его спасает Лэни. Зи, в свою очередь, спасает жизнь Коди, после чего выходит на люди и снова становится обычным сёрфером. В середине титров Гленн — брат Коди силой заставляет операторов уйти, несмотря на приказы мамы не лезть не в свои дела.

## Роли озвучивали
| Актёр         | Роль                     |
| ------------- | ------------------------ |
| Шайа Лабаф    | Коди Маверик             |
| Джефф Бриджес | Зик «Большой Зи» Топанга |
| Зоуи Дешанель | Лэни Аликаи              |
| Джон Хидер    | Цыпа Джо                 |
| Джеймс Вудс   | Реджи Белафонте          |
| Дидрих Бадер  | Танк «Волнорез» Эванс    |
| Марио Кантоне | Майк Абромович           |
| Келли Слейтер | Келли                    |

## Саундтреки

### Surf’s Up: Music from the Motion Picture
В саундтрек входят песни различных исполнителей, прозвучавшие в мультфильме. Всю музыку можно найти на официальном сайте.
| №   | Название                               | Автор(ы)                       | Длительность |
| --- | -------------------------------------- | ------------------------------ | ------------ |
| 1.  | «Reggae Got Soul»                      | 311                            | 3:10         |
| 2.  | «Drive»                                | Incubus                        | 3:54         |
| 3.  | «Stand Tall»                           | Dirty Heads                    | 3:13         |
| 4.  | «Lose Myself»                          | Лорин Хилл                     | 4:36         |
| 5.  | «Just Say Yes»                         | Кен Эндрюс                     | 3:40         |
| 6.  | «Forrowest»                            | Forro in the Dark              | 4:45         |
| 7.  | «Pocket Full of Stars»                 | Nine Black Alps                | 3:32         |
| 8.  | «Into Yesterday»                       | Sugar Ray                      | 4:13         |
| 9.  | «Big Wave»                             | Pearl Jam                      | 2:59         |
| 10. | «Wipe Out»                             | Big Nose                       | 1:42         |
| 11. | «Run Home» (Instrumental)              | Priestess                      | 3:37         |
| 12. | «What I Like about You»                | The Romantics                  | 2:58         |
| 13. | «You Get What You Give»                | The New Radicals               | 4:58         |
| 14. | «Hawaiian War Chant (Ta-Hu-Wa-Hu-Wai)» | Bob Wills & His Texas Playboys | 3:14         |

Две песни группы Green Day, «Welcome to Paradise» и «Holiday», звучат в двух эпизодах мультфильма в качестве фоновой музыки. Однако ни одна из этих песен на официальном музыкальном альбоме не присутствует. «Welcome to Paradise» была также использована во втором промотрейлере к фильму. В первом трейлере песню «Get on Top» группы Red Hot Chili Peppers можно услышать на заднем плане.

### Surf’s Up: Original Ocean Picture Score
Композитором Майклом Данной был написан инструментальный саундтрек к мультфильму, под названием Original Ocean Picture Score. Большинство треков основаны на музыкальной теме «Legends». BSX Records было выпущено коллекционное издание диска с саундтреком с ограниченным тиражом в 1000 экземпляров.
| №   | Название                  | Длительность |
| --- | ------------------------- | ------------ |
| 1.  | «Legends»                 | 2:28         |
| 2.  | «Sports Network Presents» | 1:05         |
| 3.  | «You’re In»               | 2:33         |
| 4.  | «Big Z’s Shrine»          | 0:43         |
| 5.  | «Taking on Tank»          | 1:20         |
| 6.  | «The Geek»                | 1:00         |
| 7.  | «Stuck with This Guy»     | 0:34         |
| 8.  | «I Don’t Have a Way»      | 0:58         |
| 9.  | «Log Roll»                | 0:44         |
| 10. | «The Board Shack»         | 1:52         |
| 11. | «Cody Struggles»          | 0:59         |
| 12. | «Lani and Cody»           | 1:11         |
| 13. | «Waterfall»               | 1:04         |
| 14. | «In the Tube»             | 0:54         |
| 15. | «Training»                | 1:32         |
| 16. | «The Has Been»            | 0:51         |
| 17. | «The Big Z Memorial»      | 0:45         |
| 18. | «First Round»             | 1:02         |
| 19. | «Shredding»               | 0:55         |
| 20. | «Winning Is...»           | 1:05         |
| 21. | «Boneyards»               | 2:34         |
| 22. | «Losers»                  | 0:46         |
| 23. | «Pointed the Way Back»    | 1:20         |

## Релиз и кассовые сборы
Фильм вышел в широкий кинопрокат в России и на Украине 7 июня 2007 года, в США — 8 июня 2007 года, в Аргентине, Перу и Словакии — 16 августа 2007 года, в Австралии и Германии — 13 сентября 2007 года.
По данным BoxOfficeMojo.com за 3 недели проката кассовые сборы составили $47 193 723.

## Критика
На агрегаторе рецензий Rotten Tomatoes рейтинг одобрения составляет 79 % на основе 147 отзывов; средний рейтинг 6,7 из 10. Консенсус сайта гласит: «Это непринужденный, визуально ошеломляющий анимационный фильм, который привносит свежий взгляд в некоторые знакомые условности. Его остроумный псевдодокументальный формат веселый и изобретательный, а компьютерная графика потрясающе реалистична».

## Видеоигра по мультфильму
Вместе с выходом мультфильма компания Ubisoft Entertainment планировала выпуск видеоигры Surf’s Up!. Она появилась на прилавках весной 2007 года. Игра предоставлена в жанре 3D-аркады и экстремального спорта (сёрфинга). В игре можно управлять тринадцатью персонажами из мультфильма. У каждого персонажа есть своя индивидуальная доска для сёрфинга. Однако помимо них есть дополнительные доски, которые может взять любой персонаж. Каждая доска имеет свои характеристики (скорость, специальные трюки, управление). Также на досках можно менять рисунок или просто красить в другой цвет. Каждого персонажа допустимо экипировать в определённый вид одежды. Всего предложено 13 локаций для соревнований (включая тренировку). По мере прохождения игры открываются новые саундтреки, ролики и презентации из мультфильма без раскрытия его сюжета.

## Продолжение
17 января 2017 года сразу на видео, минуя кинотеатры, вышло продолжение мультфильма под названием «Лови волну 2». В продолжении приняли участие звёзды реслинга: Винс Макмэн, Triple H, Пэйдж, Гробовщик и Джон Сина.